# (17759) Hatta
(17759) Hatta est un astéroïde de la ceinture principale.

## Description
(17759) Hatta est un astéroïde de la ceinture principale. Il fut découvert par Yoshisada Shimizu et Takeshi Urata le 17 février 1998 à l'observatoire de Nachikatsuura. Il présente une orbite caractérisée par un demi-grand axe de 2,614 UA, une excentricité de 0,15 et une inclinaison de 11,237° par rapport à l'écliptique.
Il fut nommé en hommage au personnage de Hatta dans le roman De l'autre côté du miroir de Lewis Carroll.